# دشت رنگرزی
دشت رنگرزی، روستایی در دهستان جویم بخش مرکزی شهرستان جویم در استان فارس ایران است.

## جمعیت
بر پایه سرشماری عمومی نفوس و مسکن در سال ۱۳۹۵، جمعیت این روستا برابر با ۱۹ نفر (۵ خانوار) بوده‌است.